# Тетерино (Даниловский район)
Тете́рино — деревня в Даниловском районе Ярославской области. Входит в Даниловское сельское поселение. 

## География
Находится в 41 км от Данилова в 11 км от автомобильной дороги Череповец — Данилов. 

## Население
| 2007 | 2010 |
| ---- | ---- |
| 12   | ↘9   |

## Инфраструктура
Главная и единственная улица деревни — Цветочная.